# Darija Jurak
Darija Jurak (Darija Jurak Schreiber), (Zágráb, 1984. április 5. –) horvát hivatásos teniszezőnő.
Eddigi karrierje során párosban kilenc WTA-tornát nyert meg, ezen kívül egyéniben nyolc, párosban 39 ITF-versenyen végzett az első helyen. A Grand Slam-tornákon csak párosban sikerült a főtáblára jutnia, legjobb eredménye a 2021-es Australian Openen elért negyeddöntő. Az egyéni világranglistán a legjobb helyezése a 188. hely, amelyet 2004. április 5-én ért el, párosban a 9. helyre 2021. november 15-én került.
Horvátország Fed-kupa-válogatottjának tagja, amelyben először 2003-ban szerepelt.

## WTA-döntői

### Páros

#### Győzelmei (9)
| Összesítés            |                               |
| Grand Slam-torna (0)  |                               |
| Premier Mandatory (0) | WTA 1000 (mandatory)* (0)     |
| Premier Five (0)      | WTA 1000 (non-mandatory)* (1) |
| Premier (2)           | WTA 500* (1)                  |
| International (4)     | WTA 250* (1)                  |

*2021-től megváltozott a tornák kategóriáinak elnevezése.
|    | Dátum               | Torna                                                                | Borítás | Partner                     | Ellenfelek a döntőben                     | Eredmény a döntőben |
| 1. | 2014. április 6.    | Monterrey Open, Monterrey, Mexikó                                    | Kemény  | Megan Moulton-Levy          | Babos Tímea Volha Havarcova               | 7–6(5), 3–6, [11–9] |
| 2. | 2016. február 20.   | Dubai Duty Free Tennis Championships, Dubaj, Egyesült Arab Emírségek | Kemény  | Csuang Csia-zsung           | Caroline Garcia Kristina Mladenovic       | 6–4, 6–4            |
| 3. | 2016. június 25.    | AEGON International,Eastbourne, Egyesült Királyság                   | Fű      | Anastasia Rodionova         | Csan Hao-csing Csan Jung-zsan             | 5–7, 7–6(4), [10–6] |
| 4. | 2017. március 4.    | Mexican Open, Acapulco, Mexikó                                       | Kemény  | Anastasia Rodionova         | Verónica Cepede Royg Mariana Duque Mariño | 6–3, 6–2            |
| 5. | 2018. augusztus 5.  | Washington Open, Washington, Amerikai Egyesült Államok               | Kemény  | Han Hszin-jün               | Alexa Guarachi Erin Routliffe             | 6–3, 6–2            |
| 6. | 2019. augusztus 24. | Bronx Open, New York, Amerikai Egyesült Államok                      | Kemény  | María José Martínez Sánchez | Margarita Gaszparjan Monica Niculescu     | 7–5, 2–6, [10–7]    |
| 7. | 2021. március 13.   | Dubai Duty Free Tennis Championships, Dubaj, Egyesült Arab Emírségek | Kemény  | Alexa Guarachi              | Hszü Ji-fan Jang Csao-hszüan              | 6–0, 6–3            |
| 8. | 2021. június 26.    | Bad Homburg Open, Bad Homburg, Németország                           | Fű      | Andreja Klepač              | Nagyija Kicsenok Raluca Olaru             | 6–3, 6–1            |
| 9. | 2021. augusztus 8.  | Silicon Valley Classic, San José, Kalifornia, USA                    | Kemény  | Andreja Klepač              | Gabriela Dabrowski Luisa Stefani          | 6–1, 7–5            |

#### Elveszített döntői (13)
|     | Dátum                | Torna                                                     | Borítás     | Partner             | Ellenfelek a döntőben                      | Eredmény a döntőben |
| 1.  | 2012. július 14.     | Internazionali Femminili di Palermo, Palermo, Olaszország | Salak       | Marosi Katalin      | Renata Voráčová Barbora Záhlavová-Strýcová | 6–7(5), 4–6         |
| 2.  | 2013. május 4.       | Portugal Open, Oeiras, Portugália                         | Salak       | Marosi Katalin      | Csan Hao-csing Kristina Mladenovic         | 6–7(3), 2–6         |
| 3.  | 2013. július 29.     | Bank of the West Classic, Stanford, Egyesült Államok      | Kemény      | Julia Görges        | Raquel Kops-Jones Abigail Spears           | 2–6, 6–7(4)         |
| 4.  | 2015. április 12.    | Family Circle Cup, Charleston, Egyesült Államok           | Salak       | Casey Dellacqua     | Martina Hingis Szánija Mirza               | 0–6, 4–6            |
| 5.  | 2015. október 18.    | Tianjin Open, Tiencsin, Kína                              | Kemény      | Nicole Melichar     | Hszü Ji-fan Cseng Szaj-szaj                | 2–6, 6–3, [8–10]    |
| 6.  | 2016. július 23.     | Bank of the West Classic, Stanford, Egyesült Államok      | Kemény      | Anastasia Rodionova | Raquel Atawo Abigail Spears                | 3–6, 4–6            |
| 7.  | 2017. február 5.     | St. Petersburg Ladies' Trophy, Szentpétervár, Oroszország | Kemény      | Xenia Knoll         | Jeļena Ostapenko Alicja Rosolska           | 6–3, 2–6, [5–10]    |
| 8.  | 2018. szeptember 16. | Coupe Banque Nationale, Québec, Kanada                    | Szőnyeg (f) | Xenia Knoll         | Asia Muhammad Maria Sanchez                | 4–6, 3–6            |
| 9.  | 2018. október 19.    | Kreml Kupa, Moszkva, Oroszország                          | Kemény (f)  | Raluca Olaru        | Alekszandra Panova Laura Siegemund         | 2–6, 6–7(2)         |
| 10. | 2020. január 17.     | Adelaide International, Adelaide, Ausztrália              | Kemény      | Gabriela Dabrowski  | Nicole Melichar Hszü Ji-fan                | 6–2, 5–7, [5–10]    |
| 11. | 2021. május 22.      | Emilia Romagna Open, Montechiarugolo, Olaszország         | Salak       | Andreja Klepač      | Cori Gauff Catherine McNally               | 2–6, 3–6            |
| 12. | 2021. augusztus 15.  | Canada Open, Montréal, Kanada                             | Kemény      | Andreja Klepač      | Gabriela Dabrowski Luisa Stefani           | 3–6, 4–6            |
| 13. | 2022. január 8.      | Adelaide International, Adelaide, Ausztrália              | Kemény      | Andreja Klepač      | Ashleigh Barty Storm Sanders               | 1–6, 4–6            |

## WTA 125K-döntői: 1 (0–1)

### Páros: 1 (0–1)
| Eredmény | No. | Dátum                | Torna                                    | Borítás | Partner       | Ellenfelek a döntőben         | Eredmény |
| -------- | --- | -------------------- | ---------------------------------------- | ------- | ------------- | ----------------------------- | -------- |
| Döntős   | 1.  | 2015. szeptember 12. | Dalian Women's Tennis Open, Dalian, Kína | Kemény  | Csan Csin-vej | Csang Kaj-lin Cseng Szaj-szaj | 3–6, 4–6 |

## ITF-döntői

### Egyéni: 15 (8–7)
| $100,000 torna |
| $75,000 torna  |
| $50,000 torna  |
| $25,000 torna  |
| $10,000 torna  |

| Eredmény | No. | Dátum               | Torna                       | Borítás     | Ellenfél          | Eredmény         |
| -------- | --- | ------------------- | --------------------------- | ----------- | ----------------- | ---------------- |
| Döntős   | 1.  | 2002. április 22.   | Cavtat, Horvátország        | Salak       | Linda Smolenakova | 7–6(6), 6–3      |
| Döntős   | 2.  | 2003. április 9.    | Cavtat, Horvátország        | Salak       | Monica Niculescu  | 6–4, 6–1         |
| Győztes  | 1.  | 2003. április 14.   | Dubrovnik, Horvátország     | Salak       | Lucija Krzelj     | 6–4, 5–7, 6–3    |
| Döntős   | 3.  | 2003. május 19.     | Biograd, Horvátország       | Salak       | Lucija Krzelj     | 6–4, 6–4         |
| Győztes  | 2.  | 2003. május 26.     | Zára, Horvátország          | Salak       | Paulina Slitrova  | 2–6, 6–4, 6–4    |
| Győztes  | 3.  | 2003. június 23.    | Fontanafredda, Olaszország  | Salak       | Földényi Anna     | 7–6(2), 6–4      |
| Döntős   | 4.  | 2003. augusztus 11. | Martina Franca, Olaszország | Salak       | Lina Stančiūtė    | 6–3, 6–1         |
| Győztes  | 4.  | 2005. április 19.   | Bari, Olaszország           | Salak       | Olga Vymetálková  | 6–3, 6–2         |
| Győztes  | 5.  | 2005. augusztus 2.  | Bad Saulgau, Németország    | Salak       | Vanja Ćorović     | 6–1, 6–0         |
| Döntős   | 5.  | 2006. február 7.    | Capriolo, Olaszország       | Szőnyeg (f) | Lucie Hradecká    | 6–1, 6–4         |
| Győztes  | 6.  | 2006. március 14.   | Róma, Olaszország           | Salak       | Stefania Chieppa  | 3–6, 6–1, 7–6(5) |
| Győztes  | 7.  | 2006. március 21.   | Róma, Olaszország           | Salak       | Belen Corbalan    | 7–5, 6–1         |
| Győztes  | 8.  | 2007. május 21.     | Bécs, Austria               | Salak       | Teliana Pereira   | 6–1, 1–6, 6–2    |
| Döntős   | 6.  | 2009. május 4.      | Wiesbaden, Németország      | Salak       | Julia Babilon     | 6–1, 6–2         |
| Döntős   | 7.  | 2009. augusztus 10. | Versmold, Németország       | Salak       | Sarah Gronert     | 6–3, 3–6, 7–6(5) |

### Páros: 64 (39–25)
| $100,000 torna |
| $75,000 torna  |
| $50,000 torna  |
| $25,000 torna  |
| $10,000 torna  |

| Eredmény | No. | Dátum                | Torna                              | Borítás     | Partner                      | Ellenfél                                   | Eredmény            |
| -------- | --- | -------------------- | ---------------------------------- | ----------- | ---------------------------- | ------------------------------------------ | ------------------- |
| Győztes  | 1.  | 2003. február 9.     | Bergamo, Olaszország               | Kemény (f)  | Ana Vrljić                   | Stefanie Haidner Bianca Kamper             | 6–4, 6–4            |
| Döntős   | 1.  | 2003. március 31.    | Makarska, Horvátország             | Salak       | Maria Kunova                 | Gabriela Niculescu Monica Niculescu        | 6–2, 6–2            |
| Győztes  | 2.  | 2003- április 9.     | Cavtat, Horvátország               | Salak       | Mervana Jugić-Salkić         | Raisza Gurevics Nyina Bratcsikova          | 6–4, 6–4            |
| Győztes  | 3.  | 2003. április 14.    | Dubrovnik, Horvátország            | Salak       | Mervana Jugić-Salkić         | Gabriela Niculescu Monica Niculescu        | 6–2, 4–6, 6–2       |
| Győztes  | 4.  | 2003. május 19.      | Biograd, Horvátország              | Salak       | Mervana Jugić-Salkić         | Petra Cetkovská Pavlina Slitrova           | 6–4, 6–4            |
| Győztes  | 5.  | 2003. május 26.      | Zára, Horvátország                 | Salak       | Mervana Jugić-Salkić         | Daniela Klemenschits Sandra Klemenschits   | 6–3, 6–1            |
| Győztes  | 6.  | 2003. június 9.      | Grado, Olaszország                 | Salak       | Mervana Jugić-Salkić         | Laura Dell'Angelo Giorgia Mortello         | 2–6, 6–3, 6–0       |
| Győztes  | 7.  | 2003. augusztus 3.   | Cuneo, Olaszország                 | Salak       | Mervana Jugić-Salkić         | Lubomira Bacheva Stefanie Haidner          | 6–1, 6–2            |
| Győztes  | 8.  | 2003. augusztus 11.  | Martina Franca, Olaszország        | Salak       | Mervana Jugić-Salkić         | Paula García María José Martínez Sánchez   | 2–6, 6–4, 6–1       |
| Győztes  | 9.  | 2003. augusztus 25.  | Rimini, Olaszország                | Salak       | Mervana Jugić-Salkić         | Alice Canepa Emily Stellato                | 7–6(3), 6–7(7), 7–5 |
| Győztes  | 10. | 2003. szeptember 7.  | Torino, Olaszország                | Salak       | Mervana Jugić-Salkić         | Juliana Fedak Olha Lazarcsuk               | 6–4, 6–2            |
| Győztes  | 11. | 2003. október 19.    | Saint-Raphaël, Franciaország       | Kemény (f)  | Mervana Jugić-Salkić         | Maret Ani Camille Pin                      | 6–2, 6–1            |
| Győztes  | 12. | 2003. november 25.   | Průhonice, Csehország              | Szőnyeg (f) | Mervana Jugić-Salkić         | Olga Vymetálková Gabriela Navrátilová      | 7–5, 6–7(8), 6–3    |
| Győztes  | 13. | 2004. április 6.     | Dinan, Franciaország               | Salak (f)   | Galina Voszkobojeva          | Gulnara Fattaketdinova Anastasia Rodionova | 6–3, 6–2            |
| Döntős   | 2.  | 2004. június 28.     | Stuttgart-Vaihingen, Németország   | Salak       | Marija Szerhijivna Koritceva | Vanessa Henke Anousjka Van Exel            | 6–4, 7–5            |
| Döntős   | 3.  | 2004. szeptember 7.  | Fano, Olaszország                  | Salak       | Mervana Jugić-Salkić         | Delia Sescioreanu Andreea Ehritt-Vanc      | 7–5, 1–6, 6–2       |
| Döntős   | 4.  | 2004. szeptember 20. | Biella, Olaszország                | Salak       | Mervana Jugić-Salkić         | Erica Krauth Martina Müller                | 6–2, 6–3            |
| Győztes  | 14. | 2004. szeptember 28. | Belgrád, Szerbia                   | Salak       | Giulia Casoni                | Jekatyerina Bicskova Nadzeja Asztrovszkaja | 6–0, 6–2            |
| Győztes  | 15. | 2004. október 4.     | Dubrovnik, Horvátország            | Salak       | Lucija Krzelj                | Olga Brózda Sylwia Niedbalo                | 4–6, 6–2, 6–4       |
| Győztes  | 16. | 2004. október 11.    | Dubrovnik, Horvátország            | Salak       | Lucija Krzelj                | Klara Jagosova Pócza Barbara               | 6–3, 4–6, 6–3       |
| Győztes  | 17. | 2005. január 11.     | Stuttgart, Németország             | Kemény (f)  | Mervana Jugić-Salkić         | Danielle Harmsen Eva Pera                  | 6–3, 7–5            |
| Győztes  | 18. | 2005. január 16.     | Grenoble, Franciaország            | Kemény (f)  | Mervana Jugić-Salkić         | Émilie Bacquet Anaïs Laurendon             | 6–2, 6–2            |
| Döntős   | 5.  | 2005. február 1.     | Urtijëi, Olaszország               | Szőnyeg (f) | Mervana Jugić-Salkić         | Tina Pisnik Barbora Záhlavová-Strýcová     | 6–2, 3–6, 7–6(1)    |
| Győztes  | 19. | 2005. március 1.     | Buchen, Németország                | Kemény (f)  | Mervana Jugić-Salkić         | Korina Perkovic Andrea Petković            | 6–2, 6–2            |
| Győztes  | 20. | 2005. április 26.    | Taranto, Olaszország               | Salak       | Mervana Jugić-Salkić         | Nadzeja Asztrovszkaja Taccjana Pucsak      | 6–3, 6–7(7), 6–3    |
| Győztes  | 21. | 2005. június 21.     | Fontanafredda, Olaszország         | Salak       | Mervana Jugić-Salkić         | Eva Fislová Stanislava Hrozenská           | 5–7, 6–3, 6–4       |
| Döntős   | 6.  | 2005. augusztus 2.   | Bad Saulgau, Németország           | Salak       | Sandra Martinović            | Ivanna Israilova Jelena Csalova            | 6–4, 4–6, 6–4       |
| Győztes  | 22. | 2005. december 12.   | Valašské Meziříčí, Csehország      | Kemény (f)  | Renata Voráčová              | Lucie Hradecká Sandra Záhlavová            | 6–3, 6–3            |
| Győztes  | 23. | 2006. január 11.     | Stuttgart, Németország             | Kemény (f)  | Renata Voráčová              | Kildine Chevalier Julie Coin               | 6–2, 6–1            |
| Döntős   | 7.  | 2006. február 22.    | Biberach, Németország              | Kemény (f)  | Renata Voráčová              | Lucie Hradecká Olga Vymetálková            | 2–6, 6–4, 7–6(4)    |
| Győztes  | 24. | 2006. március 14.    | Róma, Olaszország                  | Salak       | Carmen Klaschka              | Gianna Doz Stefanie Haidner                | 6–2, 6–2            |
| Döntős   | 8.  | 2006. április 18.    | Bari, Olaszország                  | Salak       | Stefanie Haidner             | Romina Oprandi Caroline Schneider          | 7–5, 6–2            |
| Győztes  | 25. | 2006. június 26.     | Padova, Olaszország                | Salak       | Renata Voráčová              | Larissa Carvalho Andreja Klepač            | 6–4, 6–3            |
| Döntős   | 9.  | 2006. július 6.      | Róma, Olaszország                  | Salak       | Nagy Kira                    | Matea Mezak Nika Ožegović                  | 6–2, 6–3            |
| Döntős   | 10. | 2007. február 14.    | Biberach, Németország              | Kemény (f)  | Sandra Martinović            | Nyina Bratcsikova Urszula Radwańska        | 6–2, 6–0            |
| Döntős   | 11. | 2007. július 3.      | Stuttgart-Vaihingen, Németország   | Salak       | Carmen Klaschka              | Kacjarina Dzehalevics Yanina Wickmayer     | 6–3, 6–2            |
| Döntős   | 12. | 2007. augusztus 6.   | Hechingen, Németország             | Salak       | Sandra Martinović            | Michaela Paštiková Kathrin Wörle           | 6–4, 6–4            |
| Győztes  | 26. | 2007. augusztus 21.  | Maribor, Szlovénia                 | Salak       | Michaela Paštiková           | Ana Jovanović Laura Siegemund              | 1–6, 6–4, 6–1       |
| Döntős   | 13. | 2007. december 10.   | Valašské Meziříčí, Csehország      | Kemény (f)  | Ivana Lisjak                 | Andrea Hlaváčková Lucie Hradecká           | 6–2, 6–1            |
| Döntős   | 14. | 2008. február 18.    | Capriolo, Olaszország              | Szőnyeg (f) | Ivana Lisjak                 | Kelly Anderson Sarah Borwell               | 7–6(7), 6–4         |
| Győztes  | 27. | 2008. május 19.      | Gorizia, Olaszország               | Salak       | Lisa Sabino                  | Maja Kambič Anja Prislan                   | 6–0, 6–1            |
| Döntős   | 15. | 2008. augusztus 4.   | Hechingen, Németország             | Salak       | Carmen Klaschka              | Yayuk Basuki Romana Tedjakusuma            | 2–6, 6–2, [10–6]    |
| Döntős   | 16. | 2008. szeptember 1.  | Alphen aan den Rijn, Netherlands   | Salak       | Vojislava Lukić              | Florencia Molinero Leszja Curenko          | 4–6, 7–5, [10–7]    |
| Döntős   | 17. | 2008. október 27.    | Nantes, Franciaország              | Kemény (f)  | Maša Zec Peškirič            | Kacjarina Dzehalevics Juliana Fedak        | 6–3, 6–4            |
| Győztes  | 28. | 2009. január 26.     | Laguna Niguel, USA                 | Kemény      | Vanessa Henke                | Megan Moulton-Levy Laura Siegemund         | 4–6, 6–3, [10–8]    |
| Döntős   | 18. | 2009. április 13.    | Tessenderlo, Belgium               | Salak (f)   | Stefania Boffa               | Yulia Fedossova Virginie Pichet            | 7–5, 6–3            |
| Győztes  | 29. | 2009. július 6.      | Zágráb, Horvátország               | Salak       | Renata Voráčová              | Jelena Csalova Anasztaszija Poltorackaja   | 6–2, 7–5            |
| Győztes  | 30. | 2009. július 13.     | Zwevegem, Belgium                  | Salak       | Jelena Csalova               | Yurika Sema Aurélie Védy                   | 6–1, 6–4            |
| Döntős   | 19. | 2009. július 20.     | Petange, Luxembourg                | Salak       | Kathrin Wörle                | Stéphanie Cohen-Aloro Selima Sfar          | 6–2, 3–6, [10–7]    |
| Döntős   | 20. | 2009. július 27.     | Bad Saulgau, Németország           | Salak       | Yurika Sema                  | Hanne Skak Jensen Johanna Larsson          | 6–2, 6–3            |
| Győztes  | 31. | 2009. augusztus 17.  | Wahlstedt, Németország             | Salak       | Neda Kozić                   | Lisa Sabino Vivienne Vierin                | 6–2, 6–4            |
| Döntős   | 21. | 2009. november 30.   | Přerov, Csehország                 | Kemény (f)  | Marosi Katalin               | Sandra Klemenschits Andreja Klepač         | 7–6(3), 3–6, [10–7] |
| Győztes  | 32. | 2010. április 26.    | Cagnes-sur-Mer, Franciaország      | Salak       | Mervana Jugić-Salkić         | Stéphanie Cohen-Aloro Kristina Mladenovic  | 0–6, 6–2, [10–5]    |
| Döntős   | 22. | 2010. november 1.    | Nantes, Franciaország              | Kemény (f)  | Mervana Jugić-Salkić         | Anne Keothavong Anna Smith                 | 5–7, 6–1, [10–6]    |
| Győztes  | 33. | 2011. január 17.     | Andrézieux-Bouthéon, Franciaország | Kemény      | Valerija Szavinih            | Kiki Bertens Richèl Hogenkamp              | 6–3, 7–6(0)         |
| Döntős   | 23. | 2011. január 31.     | Sutton, Nagy-Britannia             | Kemény (f)  | Marta Domachowska            | Emma Laine Melanie South                   | 6–3, 5–7, [10–8]    |
| Döntős   | 24. | 2011. február 28.    | Antalya, Törökország               | Salak       | Katarzyna Kawa               | Liang Csen Tien Zsan                       | 4–6, 6–2, [10–6]    |
| Döntős   | 25. | 2011. május 2.       | Cagnes-sur-Mer, Franciaország      | Salak       | Renata Voráčová              | Anna-Lena Grönefeld Petra Martić           | 1–6, 6–2, [11–9]    |
| Győztes  | 34. | 2011. június 29.     | Stuttgart-Vaihingen, Németország   | Salak       | Anaïs Laurendon              | Hana Birnerová Stephanie Vogt              | 4–6, 6–1, [10–0]    |
| Győztes  | 35. | 2011. szeptember 12. | Szófia, Bulgária                   | Salak       | Nyina Bratcsikova            | Alexandra Cadanțu Ioana Raluca Olaru       | 6–4, 7–5            |
| Győztes  | 36. | 2011. szeptember 19. | Saint-Malo, Franciaország          | Salak       | Nyina Bratcsikova            | Johanna Larsson Jasmin Wöhr                | 6–4, 6–2            |
| Győztes  | 37. | 2011. november 28.   | Dubaj, Egyesült Arab Emírségek     | Kemény      | Nyina Bratcsikova            | Akgul Amanmuradova Alexandra Dulgheru      | 6–4, 3–6, [10–6]    |
| Győztes  | 38. | 2011. december 19.   | Ankara, Törökország                | Kemény (f)  | Nyina Bratcsikova            | Janette Husárová Marosi Katalin            | 6–4, 6–2            |
| Győztes  | 39. | 2018. április 21.    | Chiasso, Svájc                     | Salak       | Jessica Moore                | Cindy Burger Rosalie van der Hoek          | 7–6(6), 4–6, [10–8] |

## Eredményei Grand Slam-tornákon

### Egyéniben
Egyéniben még nem jutott a főtáblára.

### Párosban
| Grand Slam | Australian Open            | Australian Open                       | Roland Garros              | Roland Garros                          | Wimbledon                  | Wimbledon                        | US Open                    | US Open                       |
| Év         | Eredmény Partner           | Utolsó ellenfél                       | Eredmény Partner           | Utolsó ellenfél                        | Eredmény Partner           | Utolsó ellenfél                  | Eredmény Partner           | Utolsó ellenfél               |
| 2004       | 1. kör M Jugić-Salkić      | Tina Križan K Srebotnik               | 1. kör M Jugić-Salkić      | Els Callens Meilen Tu                  | 1. kör M Jugić-Salkić      | Barbara Schett Patty Schnyder    | –                          | –                             |
| 2005       | –                          | –                                     | –                          | –                                      | –                          | –                                | –                          | –                             |
| 2006       | –                          | –                                     | –                          | –                                      | –                          | –                                | –                          | –                             |
| 2007       | –                          | –                                     | –                          | –                                      | –                          | –                                | –                          | –                             |
| 2008       | –                          | –                                     | –                          | –                                      | –                          | –                                | –                          | –                             |
| 2009       | –                          | –                                     | –                          | –                                      | –                          | –                                | –                          | –                             |
| 2010       | –                          | –                                     | 2. kör Petra Martić        | N Llagostera Vives MJ Martínez Sánchez | Selejtező (Q1)             | Selejtező (Q1)                   | 1. kör Kaia Kanepi         | Csuang Csia-zsung V Havarcova |
| 2011       | –                          | –                                     | 1. kör Eléni Danjilídu     | A-L Grönefeld Paty Schnyder            | Selejtező (Q1)             | Selejtező (Q1)                   | –                          | –                             |
| 2012       | 1. kör Nyina Bratcsikova   | J Gajdošová B Mattek-Sands            | 1. kör Kristina Barrois    | Květa Peschke K Srebotnik              | 2. kör Marosi Katalin      | J Makarova J Vesznyina           | 2. kör Marosi Katalin      | B Mattek-Sands Szánija Mirza  |
| 2013       | 2. kör Marosi Katalin      | Nagyja Petrova K Srebotnik            | 2. kör Csan Hao-csing      | Janette Husárová Sabine Lisicki        | 3. kör T Tanasugarn        | Hszie Su-vej Peng Suaj           | 1. kör Natalie Grandin     | R Kops-Jones Abigail Spears   |
| 2014       | 1. kör Andreja Klepač      | Monique Adamczak Olivia Rogowska      | 1. kör Bojana Jovanovski   | Vera Dusevina Cseng Szaj-szaj          | 1. kör M Moulton-Levy      | Hszie Su-vej Peng Suaj           | 2. kör M Moulton Levy      | Hszie Su-vej Peng Suaj        |
| 2015       | 1. kör M Moulton-Levy      | Zarina Dias Chanelle Scheepers        | 1. kör Alison Riske        | Anastasia Rodionova Arina Rodionova    | 2. kör Ana Konjuh          | R Kops-Jones Abigail Spears      | 1. kör Csan Csin-vej       | Caroline Garcia K Srebotnik   |
| 2016       | 1. kör Nicole Melichar     | Maria Sanchez Stephanie Vogt          | 2. kör Ana Konjuh          | M Gaszparjan Sz Kuznyecova             | 2. kör Anastasia Rodionova | Konta Johanna Maria Sanchez      | 2. kör Anastasia Rodionova | Hozumi Eri Kato Miju          |
| 2017       | 1. kör Anastasia Rodionova | Alizé Cornet Magda Linette            | 2. kör Anastasia Rodionova | Hibino Nao Alicja Rosolska             | 1. kör Vang Csiang         | Ljudmila Kicsenok Leszja Curenko | 1. kör Naomi Broady        | Mona Barthel Carina Witthöft  |
| 2018       | 1. kör Hibino Nao          | Jessica Moore Ellen Perez             | 2. kör Donna Vekić         | Dalila Jakupović Irina Hromacsova      | 1. kör Vang Csiang         | Aojama Súko Jennifer Brady       | 1. kör Xenia Knoll         | Hszie Su-vej Arina Szabalenka |
| 2019       | 2. kör Han Hszin-jün       | Babos Tímea Kristina Mladenovic       | 1. kör Raluca Olaru        | A-L Friedsam Laura Siegemund           | 1. kör Katarina Srebotnik  | Katerina Kozlova Arina Rodionova | 1. kör MJ Martínez Sánchez | Peng Suaj Alicja Rosolska     |
| 2020       | 3. kör Nina Stojanović     | Hszie Su-vej Barbora Strýcová         | –                          | –                                      | elmaradt                   | elmaradt                         | 1. kör Sharon Fichman      | Květa Peschke Demi Schuurs    |
| 2021       | Elődöntő Nina Stojanović   | Barbora Krejčíková Kateřina Siniaková | Negyeddöntő Andreja Klepač | B Mattek-Sands Iga Świątek             | 1. kör Andreja Klepač      | Petra Martić Shelby Rogers       | 3. kör Andreja Klepač      | Cori Gauff Catherine McNally  |
| 2022       | 1. kör Andreja Klepač      | Tereza Martincová Markéta Vondroušová |                            |                                        |                            |                                  |                            |                               |

## Év végi világranglista-helyezései
| Év     | 2001 | 2002 | 2003 | 2004 | 2005 | 2006 | 2007 | 2008 | 2009 | 2010 | 2011 | 2012 | 2013 | 2014 | 2015 | 2016 | 2017  | 2018 | 2019  | 2020  | 2021 |
| Egyéni | 654. | 403. | 203. | 324. | 296. | 376. | 497. | 321. | 342. | 387. | 744. | 890. | −    | −    | −    | −    | 1151. | −    | 1154. | 1237. | −    |
| Páros  | 977. | 438. | 135. | 156. | 138. | 161. | 305. | 219. | 114. | 81.  | 87.  | 48.  | 46.  | 54.  | 51.  | 33.  | 52.   | 49.  | 42.   | 48.   | 9.   |